# Landschaftsschutzgebiet Biggesee / Listersee
Das Landschaftsschutzgebiet Biggesee / Listersee mit 738 ha Flächengröße liegt im Kreis Olpe. Es wurde 2013 durch den Kreistag des Kreises Olpe als Landschaftsschutzgebiet (LSG) mit dem Landschaftsplan Nr. 1 Bigge- und Listertalsperre ausgewiesen. Das LSG befindet sich auf den Gebieten von Attendorn,  Olpe und Drolshagen.

## Beschreibung
Das LSG umfasst Biggesee und Listertalsperre mit Uferbereichen.

## Schutzzweck
Die Ausweisung erfolgte zur Sicherung und Erhaltung der natürlichen Erholungseignung und der Leistungsfähigkeit des Naturhaushaltes gegenüber den vielfältigen zivilisatorischen Ansprüchen an Natur und Landschaft.

## Rechtliche Vorschriften
Im Landschaftsschutzgebiet ist unter anderem das Errichten von Bauten verboten. Im LSG wurden Entwicklungszonen ausgewiesen im Umfeld vorhandener Freizeiteinrichtungen bzw. bestehende Infrastruktur wie Parkplätzen. Die Flächen in Entwicklungszonen können unter bestimmten Voraussetzungen für eine Nutzungsintensivierung wie Bebauung im Sinne des Entwicklungsziels „Aufbau einer zeitgemäßen natur- und landschaftsorientierten Erholungsinfrastruktur“ genutzt werden.